# جایزه نوبل ادبیات
جایزهٔ نوبل ادبیات (یکی از پنج جایزهٔ نوبل است و هر سال به نویسنده‌ای داده می‌شود که به گفتهٔ آلفرد نوبل، برجسته‌ترین اثر با گرایش آرمان‌خواهانه را نوشته باشد). منظور از «اثر» معمولاً مجموعه کارهای نویسنده است؛ اگرچه گاه در متنِ مربوط به جایزه، از آثار مشخص نیز نام برده شده است.
بر اساس وصیت‌نامهٔ آلفرد نوبل، جایزه هر سال باید به کسی اعطا شود که «در حوزهٔ ادبیات، برجسته‌ترین مجموعه‌آثار را در جهتی آرمانی یا ایده‌آل» خلق کرده باشد. آکادمی سوئد برنده را تعیین می‌کند و در اوایل اکتبر هر سال آن را اعلام می‌دارد.

## عدم اهدای نوبل ادبیات در سال ۲۰۱۸
آکادمی سوئد، که برگزارکنندهٔ جایزهٔ نوبل ادبیات نیز هست، در سال ۲۰۱۸ اعلام کرد که پس از ۷۵ سال اعطای این جایزه، برای نخستین بار، نوبل ادبیات را در این سال اهدا نمی‌کند.
کارل-هنریک هِلدین، رئیس هیئت مدیرهٔ بنیاد نوبل، اظهار داشت: «این بحران در آکادمی سوئد تأثیرهایی منفی بر روی جایزهٔ نوبل داشته است. تصمیم آن‌ها تأکید بیشتری بر جدیت موقعیت می‌گذارد و باعث می‌شود از اعتبار جایزهٔ نوبل در طولانی‌مدت حفاظت شود. هیچ‌یک از این مسائل بر اهدای جوایز دیگرِ نوبل در سال ۲۰۱۸ تأثیر نخواهد گذاشت.»
به گزارش خبرگزاری مهر به نقل از گاردین، آکادمی سوئد که به‌خاطر ارتباطش با مردی که متهم به حملهٔ جنسی به زنان شده، گرفتارِ یک رسوایی بزرگ طی چند ماه اخیر شده، اعلام کرد سال ۲۰۱۸ جایزهٔ نوبل ادبیات اهدا نخواهد شد تا آکادمی بتواند با نتایج بی‌سابقهٔ این مسئله کنار بیاید.
در رسوایی یادشده، موضوع بر سرِ مردی به نام ژان-کلود آرنو است که به‌عنوان شخصیتی فرهنگی در سوئد شناخته می‌شود. او در رابطهٔ نزدیک با آکادمی سوئد قرار دارد. روزنامهٔ داگنس نوهتر چند ماه پیشتر گزارش داده بود که آرنو طی سال‌های اخیر، ۱۸ زن را که عضو آکادمی یا همسر و دختر اعضای آکادمی سوئد بوده‌اند، مورد آزار یا سوءاستفادهٔ جنسی قرار داده است.
البته جایزه نوبل ادبیات سال ۲۰۱۸ در سال ۲۰۱۹ به اولگا توکارچوک، نویسنده لهستانی، اهدا شد.